# Camera da letto

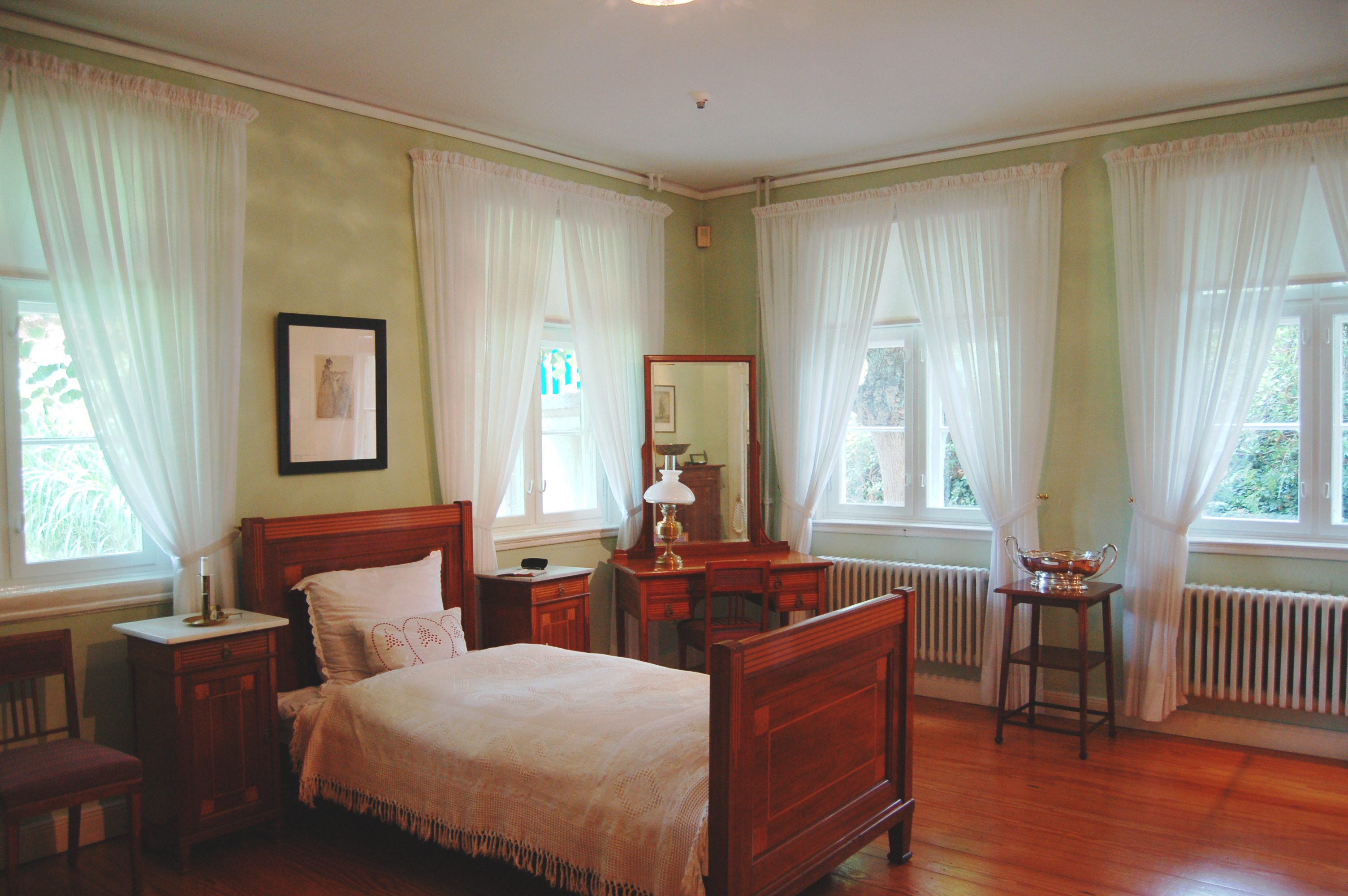
Camera da letto tedesca del periodo neo-biedermeier (1910)

La camera da letto è la stanza di una casa in cui si dorme. Una tipica camera da letto occidentale consiste di un letto, un comodino, un armadio, una cassettiera e una scrivania. Le camere da letto matrimoniale sono tipicamente arredate con due comodini, un armadio, un comò ed una sedia.